# Heiko Zinke
Heiko Zeinke är en östtysk kanotist.
Han tog bland annat VM-guld i K-4 500 meter i samband med sprintvärldsmästerskapen i kanotsport 1985 i Mechelen.